# رشته‌کوه اومسوکچان
رشته‌کوه اومسوکچان (روسی: Омсукчанский хребет) یک رشته‌کوه در استان ماگادان کشور روسیه است.